# カナダ王立協会

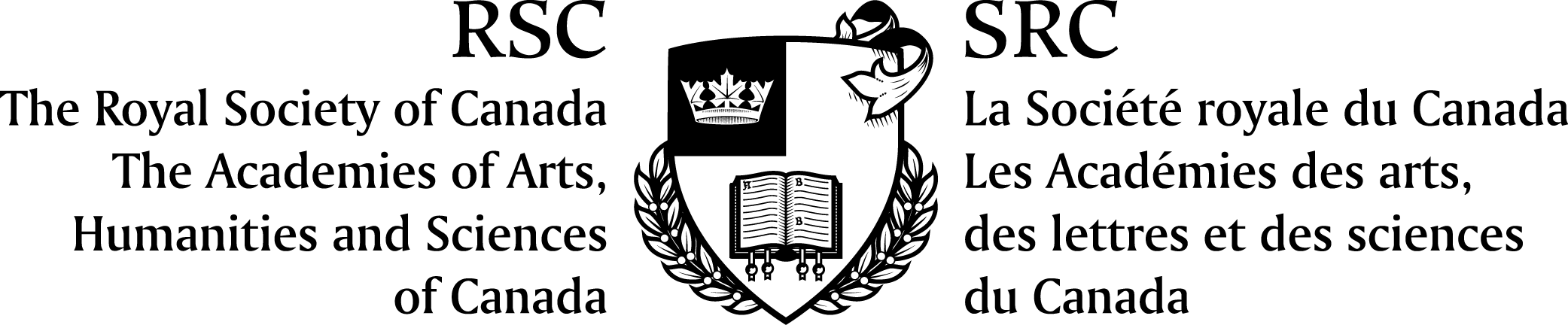
RSC Wide Logo

カナダ王立協会（かなだおうりつきょうかい、RSCまたはSRC、英: Royal Society of Canada、仏: Société royale du Canada)は、カナダの科学、芸術アカデミーである。
1882年にカナダの総督であったローン侯爵ジョン・キャンベルによって設立された。設立メンバーには「世界標準時」の提案者サンドフォード・フレミングや著名な医師ウイリアム・オスラーなどがいた。1883年に議会で公的なものとなり、イギリス国王の認可を得た。
イギリスの王立協会とフランス学士院をモデルとしている。芸術、科学に業績をあげた約1800人の会員が選ばれている。3つの下部組織、芸術・人文科学アカデミー、社会科学アカデミー、科学アカデミーからなっている。

## カナダ王立協会の賞
カナダ王立協会は以下の賞などを授与している。
- バンクロフト賞（英語版） - 地球科学に関する出版、研究などに
- ピエール・ショヴォー・メダル（英語版） - カナダの文学・歴史以外の人文科学の知に対する卓越した貢献に対する賞
- ジョン・ウィリアム・ドーソン卿・メダル（英語版） - 2つ以上の分野の重要または継続的な貢献に対して
- トーマス・W・エディー・メダル（英語版） - 工学、応用科学の分野の貢献に対して
- ジョン・L・シング賞 - 数理科学のあらゆる分野に対する顕著な業績に対して
- フラヴェル・メダル（英語版） - 生命科学の顕著な功績に対して。
- ウィレット・G・ミラー・メダル（英語版） - 地球科学全般の賞
- ローン・ピアス・メダル（英語版） - 英語あるいは仏語による創作・文学批評の分野の賞
- ヘンリー・マーシャル・トーリー・メダル - 天文学、化学、数学、物理学などの分野の賞
- J・B・タイレル歴史メダル（英語版） - カナダの歴史の分野の優れた作品への賞
- ラザフォード記念メダル（英語版） - 化学と物理学における卓越した業績に対する賞
- ミロスロー・ロマノウスキー・メダル（英語版） - 環境問題ヘの科学的改善または科学による（地上、空中、水中を含む全環境における）生態系の質ヘの重要な改善ヘの卓越した貢献に対する賞
- イニス＝ジェラン・メダル（英語版） - 文学と社会科学に対する卓越し継続した貢献・業績に対する賞